# Euphorbia virosa
Euphorbia virosa (укр. Молочай отруйний) — вид сукулентних рослин з родини молочайні (Euphorbiaceae).

## Історія

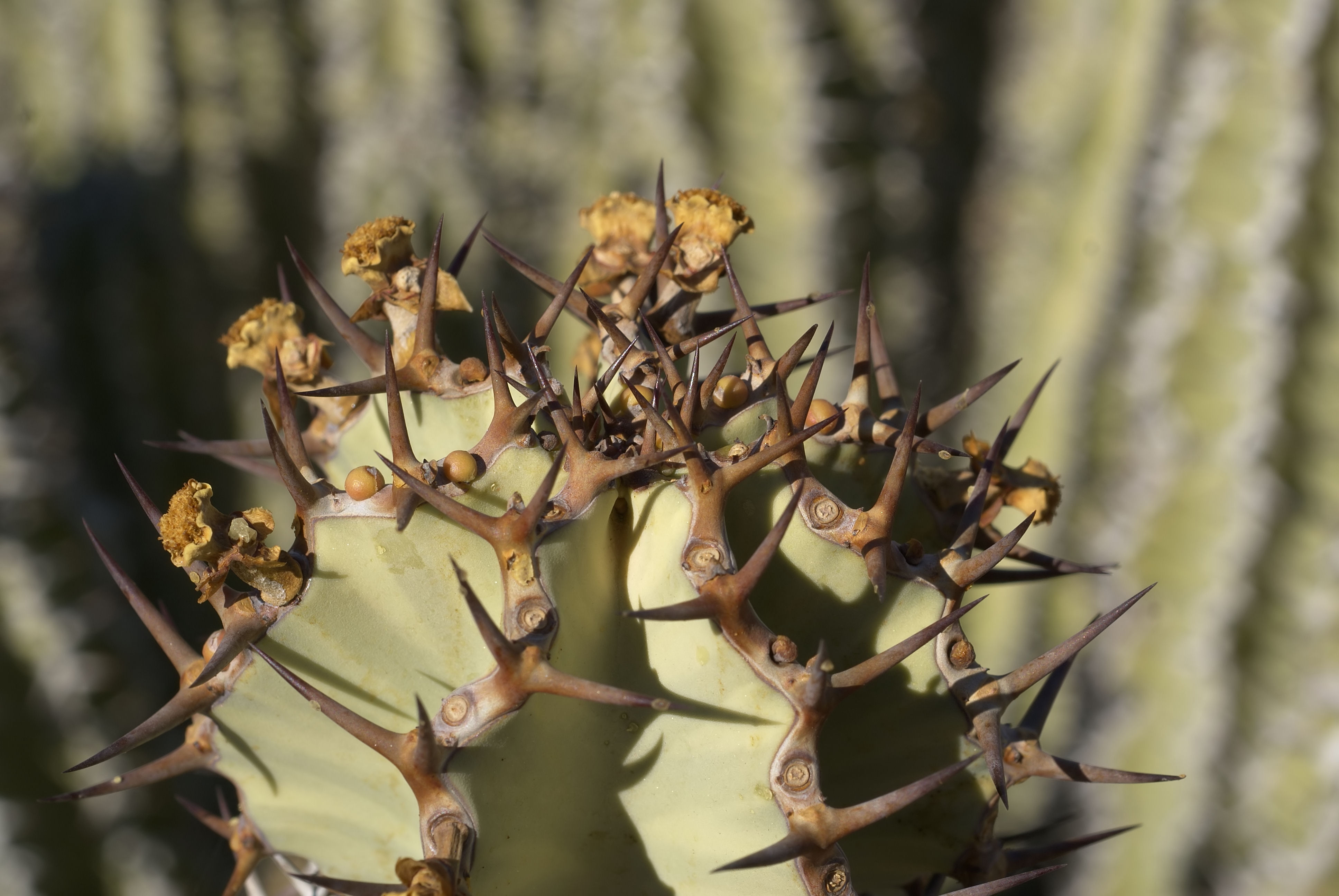
Суцвіття Euphorbia virosa

Вид знайдений у шотландським мандрівником Вільямом Патерсоном (англ. William Paterson, 1755—1810), коли він пробрався до берегів річки Оранжевої у 1778 році. Вперше описаний німецьким ботаніком Карлом Людвигом фон Вільденовим (нім. Carl (Karl) Ludwig von Willdenow, 1765—1812) у 1799 році у виданні англ. «Species Plantarum».

## Опис

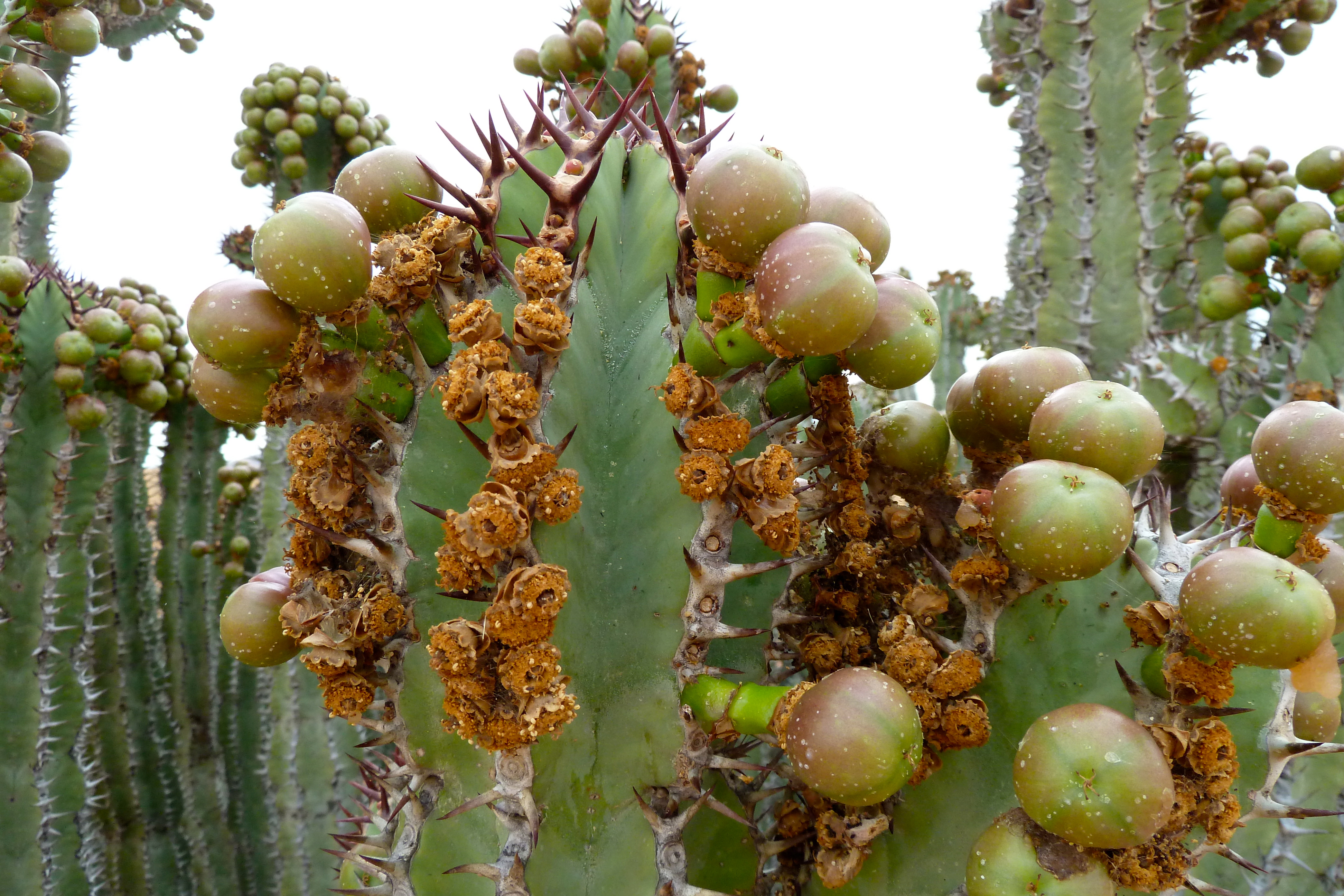
Плоди Euphorbia virosa

Повільно зростаючий, але розгалужений кактусоподібний чагарник або невелике дерево з ребристими, прямостоячими, голими і колючими стеблами, що утворюють досить щільні кущі, до 1-1,5 метрів, іноді до 3 метрів заввишки і завширшки; численні гілки, як правило, виникають в мутовках з основи, що надає рослині форму, подібну до канделябра. Цей вид молочаю схожий за зовнішнім виглядом на не пов'язані з ним канделяброподібні кактуси Америки (цереуси та інші). Рослина захищена від перегріву нерівними стеблами і легкими шипами, що відбивають сонячне світло. Його називають «отруйним молочаєм» через те, що він містить отруйний латекс — ефективний захист проти більшості травоїдних тварин (за винятком чорного носорога).

## Поширення та екологія

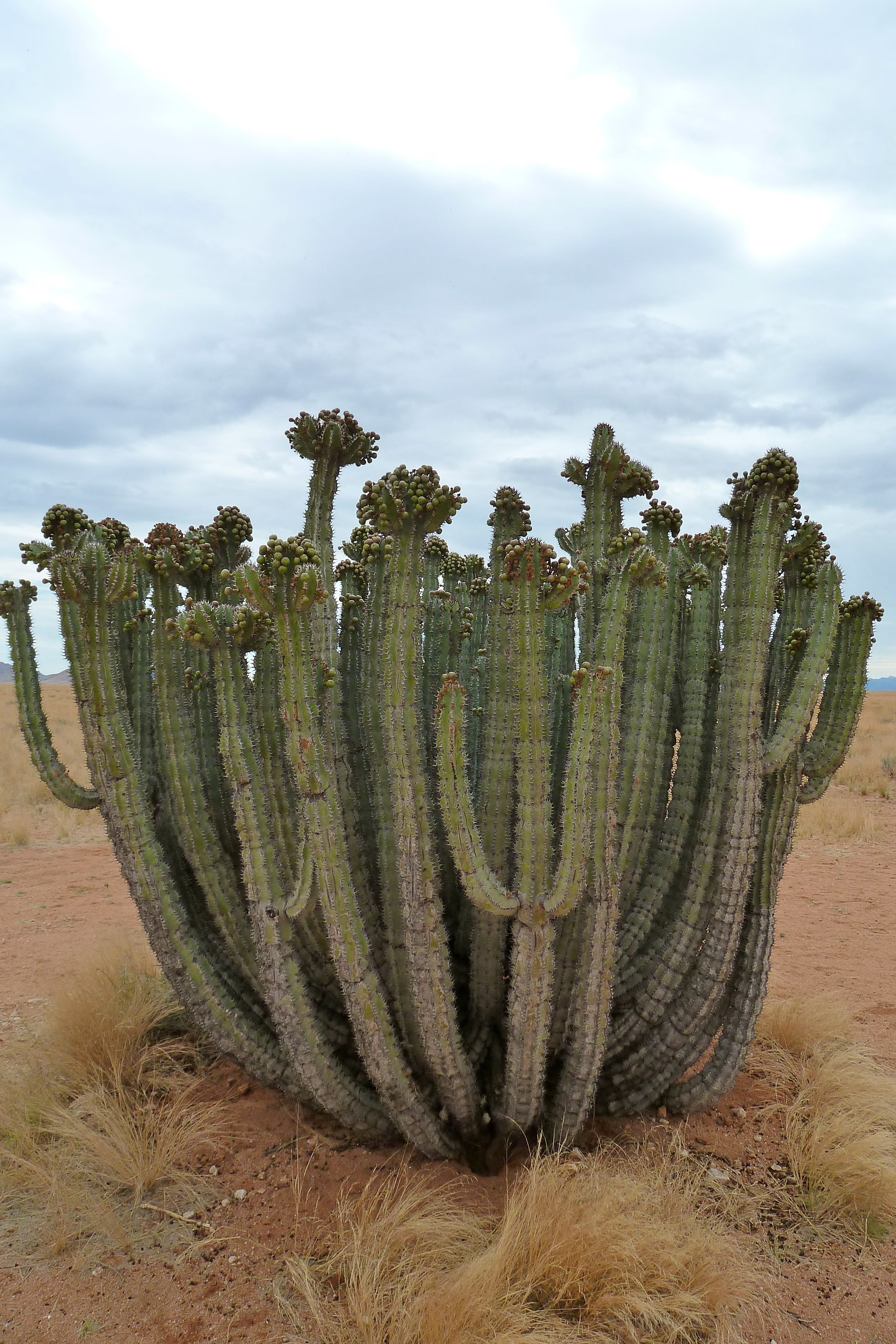
Euphorbia virosa у рідному середовищі в Намібії

Ареал Euphorbia virosa охоплює велику територію від річки Оранжевої в Південно-Африканській Республіці через всю західну Намібію до південної Анголи. Рослини зростають серед скель, як правило, на схилах гір в дуже сухих і гарячих місцях, серед інших суккулентів, таких як Euphorbia avasmontana, Commiphora sp., Tylecodon hallii і Aloe dichotoma, але Euphorbia virosa є найпоширенішою і часто домінуючою рослиною.

## Культивування

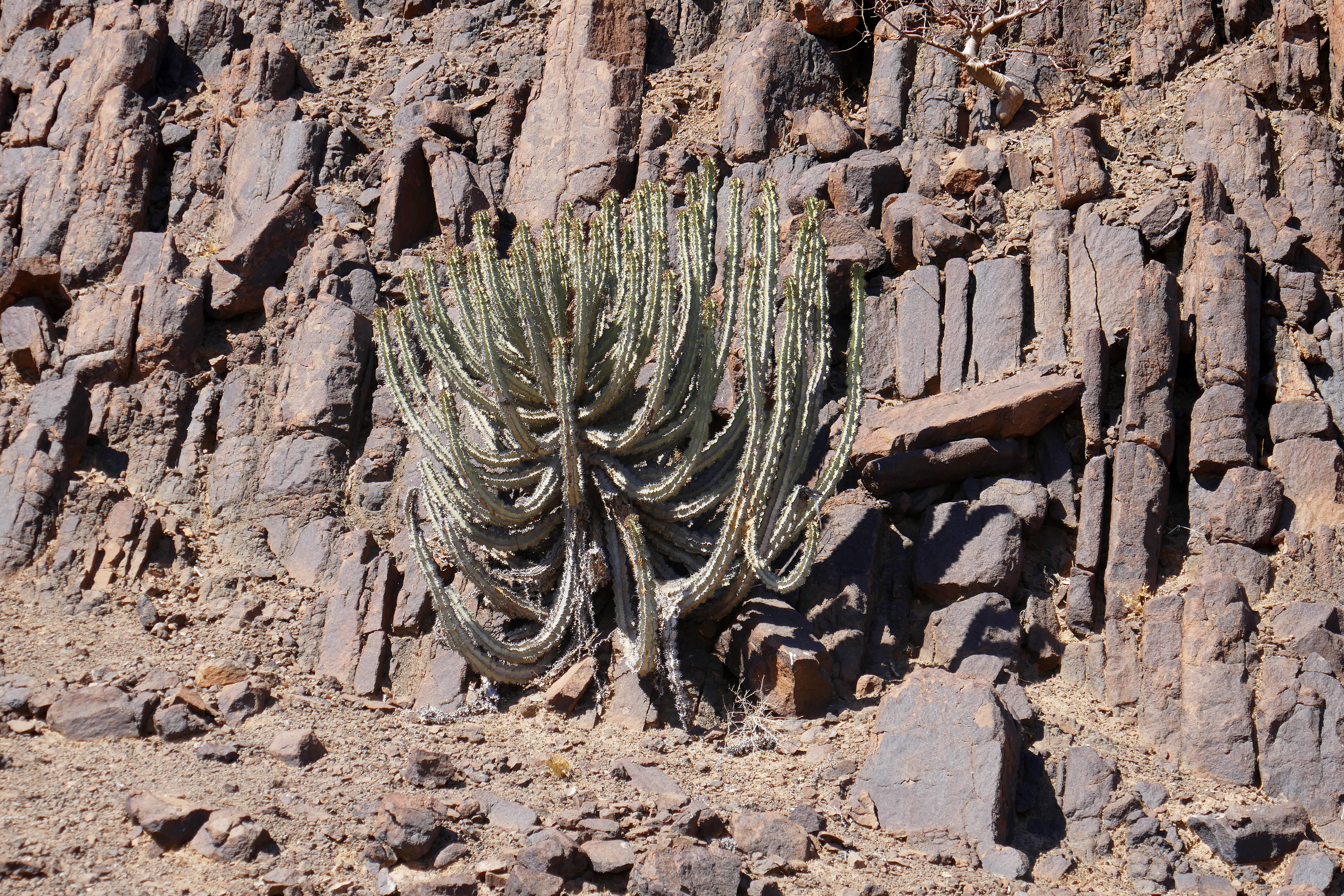
Euphorbia virosa на скелястих схилах в Дамараленді, Намібія

Рослини цього виду зазвичай продаються в садових торгових центрах, вони є одними з найпростіших у вирощуванні молочаїв. Ростуть як у горщиках і у відкритому ґрунті в районах з м'яким кліматом, так і в приміщенні. Вони добре почуваються у дуже дренажній мінеральній підстилці, але не особливо прискіпливі до ґрунту. Влітку їх забезпечують середнім поливом. Взимку, у період покою утримуються у відносному холоді. Утримання на повному сонці сприяє збереженню компактної форми у рослин, але різні клони розрізняються за своєю толерантністю до повного сонячного світла.

### Розмноження
Цей вид розгалужується з основи головного стебла, живці можна зрізати і вкорінювати з весни до літа. Його також можна вирощувати з насіння.
Як і всі інші молочаї, коли рослина пошкоджується, вона виділяє густий білий молочний сік, відомий як латекс. Латекс Euphorbia virosa отруйний і містить деякі з найпотужніших відомих подразників. Латекс особливо небезпечний для очей, шкіри, слизових оболонок і відкритої рани. Він може викликати пекучі болі. Потрібно звертати особливу увагу на те, щоб латекс не потрапив у рот або очі.

## Традиційне використання
У Каоколенді в Намібії отруйний латекс Euphorbia virosa змішується бушменами з латексом Adenium boehmianum і використовуються як отрута у стрілах для полювання на дрібних тварин, а отрутний сік також розливається в водоймах, до яких тварини ходять на водопій.
Euphorbia virosa разом з іншими видами використовується також як живі огорожі.

## Охоронні заходи
Вид включений до додатку II конвенції про міжнародну торгівлю видами дикої фауни і флори, що перебувають під загрозою зникнення (CITES).
Включений до Червоного списку південноафриканських рослин (англ. Red List of South African Plants). Має статус «найменший ризик».